# Black Mariah
Black Mariah (nome real, Mariah Dillard) é uma personagem fictícia, uma vilã que aparece nas revistas em quadrinhos americanas publicadas pela Marvel Comics. Criada por Billy Graham, George Tuska e Steve Englehart, sua primeira aparição foi em Luke Cage, Hero for Hire Vol. 1, #5 (Janeiro de 1973). A personagem é geralmente retratada como uma inimiga do Luke Cage.
Alfre Woodard interpreta Mariah Dillard na série Luke Cage, da Netflix, situada no Universo Cinematográfico Marvel.

## Biografia ficcional da personagem
Mariah Dillard era a líder de uma gangue de criminosos de Nova York chamada Rat Pack. A principal fonte de atividades criminosas era usar uma ambulância roubada para pegar os corpos dos recém-falecidos, e então roubar quaisquer objetos de valor que tivessem sobre sua pessoa. Durante um desses roubos, uma viúva de uma das vítimas contratou o Poderoso (que estava no local do assassinato) para encontrar o corpo de seu marido. Poderoso encontra o esconderijo de Black Mariah. Isso levou a um conflito entre Mariah e seus homens contra o Poderoso. Poderoso derrotou Mariah e seus coortes e os entregou à polícia.
Depois de algum tempo na prisão, Black Mariah iniciou uma empresa de tratamento de drogas. Ela é a principal distribuidora de uma droga chamada Acid Z, uma droga potente que eventualmente tornaria seus usuários ficando loucos e muitas vezes suicidas. Quando alguma droga entrou nas mãos do amigo de Luke Cage, D.W. Griffith, Poderoso foi procurar por seu velho amigo, enquanto seu parceiro Punho de Ferro rastreou o distribuidor primário e os desligou. Punho de Fero encontrou o esconderijo de Black Mariah; no entanto, ele também descobriu que ela havia contratado um especialista especial como proteção: o antigo inimigo do Punho de Ferro, Scimitar. Poderoso se juntou ao Punho de Ferro na batalha depois de descobrir sobre o envolvimento de seu velho inimigo na distribuição de drogas. Os Heróis de Aluguél faz um breve trabalho em Mariah e Scimitar, esmagando a operação de drogas deles e levenado os dois criminosos para a polícia.
Black Mariah é destaque no relançamento de 2016 de Power Man and Iron Fist. Aqui, ela se junta com a ex-secretária dos Heróis de Aluguél, Jennifer "White Jennie" Royce, para derrubar o império de Lápide.
Black Mariah aparece mais tarde como membro da encarnação do Orgulho de Alex Wilder.

## Poderes e habilidades
Enquanto Black Mariah não tem poderes, seu peso, estimado em 400 lbs., permite que ela ataque com grande força. Fora de sua experiência de luta, tem sido conhecida por pegar seus inimigos desprevenidos. Na série original da Marvel, no entanto, ela é apenas uma mulher normal e uma série de crimes horríveis.

## Em outras mídias

Alfre Woodard como Black Mariah em Luke Cage.

- Mariah Dillard é uma antagonista da série Luke Cage, da Netflix, interpretada por Alfre Woodard,[1] enquanto Megan Miller interpreta Dillard quando jovem. Ela é uma conselheira da cidade de Nova York e a prima do corredor de armas Cornell "Cottonmouth" Stokes, que financia suas campanhas políticas.[9] Os dois são também os netos da senhora do crime do Harlem, "Mama" Mabel Stokes.[10] Embora Mariah tente evitar o envolvimento nos assuntos de Cottonmouth, sua obsessão com Luke Cage acaba arruinando a campanha política dele. Cascavel enviou seu aliado Shades para ajudá-los.[11] Mariah está presente quando Turk Barrett aparece exigindo dinheiro para a sugestão de onde Chico estava se escondendo, o que leva Cottonmouth a arremessar Tone até sua morte.[12] Depois que suas casas são atacadas por Luke e seu dinheiro apreendido como retaliação pelo assassinato de Pop, Cottonmouth condescendentemente chama Mariah "Black Mariah" em um de seus muitos argumentos na tela, o que a provoca em lançar um copo de martini nele.[13] Mais tarde, em outro altercado depois que Cottonmouth foi preso por ter matado o parceiro de Misty, Mariah o mata com um suporte de microfone quando ele a acusa de seduzir seu tio Pete.[10] Em última instância, com a ajuda de Shades, Mariah põe a morte de Cottonmouth em Luke Cage.[14] Depois que Cascavel é preso, Mariah redireciona a culpa da morte de Cottonmouth sobre ele enquanto dizia o nome real de Luke na televisão, permitindo que o Serviço de Delegados dos Estados Unidos apareça e prenda Luke. Ao final da temporada, Mariah dirige o submundo criminoso do Harlem do Harlem's Paradise enquanto entra em um relacionamento com Shades.[15]
- Embora Mariah não apareça em Os Defensores, é deixado claro que ela ainda está ativa no Harlem. No episódio "The H-Word", um anúncio para o novo projeto de Mariah, New Harlem Renaissance, aparece no lado do ônibus que leva Luke de volta ao Harlem. Quando Misty está se aproximando de Luke, ela menciona que Mariah e Shades têm mantido um perfil baixo. Em "Mean Right Hook", Turk Barrett diz que Mariah e Shades "fantasmaram" quando Luke o interroga por informações sobre uma série de assassinatos que o Tentáculo tem cometido no Harlem.[16]